# Synopia ultramarina
Synopia ultramarina är en kräftdjursart som beskrevs av James Dwight Dana 1853. Synopia ultramarina ingår i släktet Synopia och familjen Synopiidae. Inga underarter finns listade i Catalogue of Life.